# Evaldo Macarrão
Evaldo Maurício Silva (Salvador, 29 de abril de 1991), mais conhecido como Evaldo Macarrão, é um ator e comediante brasileiro, atuando no teatro, cinema e televisão, com destaque para trabalhos humorísticos.O ator participa da reedição da novela Renascer em 2024 com o personagem "Jupará". Anteriormente, atuou no programa Zorra Total e na série de humor O Cangaceiro do Futuro, entre outros.  Teve sua estreia interpretando o personagem "Pajé Murici jovem", na Grande Família.
O ator é engajado no movimento negro, e enxerga a arte como uma forma de combater dores como a do racismo, de criar espaços de representatividade e de protesto contra a desigualdade, ainda que seja através do amor e do humor.

## Biografia
Nascido no bairro de Cosme de Farias, em Salvador, Bahia, Evaldo começou o contato profissional com a dramaturgia no Centro de Referência Integral de Adolescentes (CRIA), ONG atuante na região do Pelourinho, da qual recebeu bolsa para atuar.
Com 14 anos, por incentivo de Carla Lopes, da ONG, Evaldo fez teste e foi aprovado para fazer o personagem "Pirulito", no filme Capitães da Areia. Seu nome artístico, Evaldo Macarrão, data da mesma época, e foi um apelido que veio de um preparador vocal que Evaldo se recusou a fazer, ao que foi chamado atenção por ficar "todo mole, que nem um macarrão." 
No CRIA, participou de diversas peças de teator. Entrou no mundo da televisão após se inscrever no "banco de talentos" da rede globo para a novela Gabriela, mas acabou sendo chamado para A Grande Família, fazendo sua primeira cena na TV já com Pedro Cardoso.
Além de ator, Evaldo formou-se pedagogo pela Universidade Católica de Salvador em 2018.

## Filmografia

### Televisão
| Ano       | Título                 | Papel                    | Notas                                     |
| --------- | ---------------------- | ------------------------ | ----------------------------------------- |
| 2013      | A Grande Família       | Pajé Murici (jovem)      | Episódio: "De volta para o passado"       |
| 2015      | Zorra Total            | Vários Personagens       |                                           |
| 2018      | Tungstênio             | Zoinho                   |                                           |
| 2019-2020 | Zorra                  | Vários personagens       |                                           |
| 2022      | O Cangaçeiro do Futuro | Frei Menino              |                                           |
| 2022-2023 | Humor Negro - A Série  | Vários Personagens       | [ 8 ]                                     |
| 2024      | Renascer               | Aurelino Jupará (Jupará) | Episódios: "22 de janeiro–6 de fevereiro" |
| 2024      | No Rancho Fundo        | Antonio Feitosa (Tôim)   |                                           |
| 2025      | Pablo & Luisão         | Erezinho                 | Episódio: Meu Filho Usa Drogas"           |
| 2026      | Coração Acelerado      |                          |                                           |

### Cinema
| Ano  | Título          | Papel       | Notas |
| ---- | --------------- | ----------- | ----- |
| 2023 | União Instável  | Batista     |       |
| 2024 | Os Farofeiros 2 | Edvan Alves |       |

## Prêmios e indicações
| Ano  | Premiação                      | Categoria             | Indicação | Resultado |
| ---- | ------------------------------ | --------------------- | --------- | --------- |
| 2024 | Prêmio Potências               | Ator Coadjuvante      | Renascer  | Indicado  |
| 2024 | Prêmio Ubuntu Potências Negras | Potências (Revelação) | Renascer  | Venceu    |